# Rosa primula
Rosa primula — вид рослин з родини трояндових (Rosaceae); ендемік Китаю.

## Опис
Кущ прямовисний, невеликий, 1–2 м заввишки. Гілочки циліндричні, стрункі, голі; колючки від рідкісних до численних, парні внизу деяких листків, часто протилежні в інших місцях, прямі, до 1.5 см, міцні, плоскі, поступово звужуються до широкої еліптичної основи, дрібні колючки і щетина відсутні. Листки включно з ніжками 3–7 см; прилистки в основному прилягають до ніжки, вільні частини яйцювато-ланцетні, голі, край непомітно пилчастий і залозистий; остови й ніжки мало-залозисті; листочків (7)9–15, еліптичні, еліптично-яйцеподібні, або довго еліптичні, 6–15 × 3–8 мм, голі. Квітка поодинока, пазушна, 2.5–4 см у діаметрі. Чашолистків 5, ланцетні. Пелюсток 5, жовтуваті або жовто-білі, зворотно-яйцюваті, основа широко клиноподібна, верхівка виїмчаста. Цинародії червоні або чорно-коричневі, яйцюваті або майже кулясті, ≈ 1 см у діаметрі, голі, зі стійкими загнутими чашолистками.

## Поширення
Ендемік Китаю: Ганьсу, Хебей, Хенань, Шеньсі, Шаньсі, Сичуань. Населяє ліси, чагарники, схили; 800–2500 метрів.